# الساندرو لوکارلی
الساندرو لوکارلی (انگلیسی: Alessandro Lucarelli؛ زادهٔ ۲۲ ژوئیهٔ ۱۹۷۷) بازیکن فوتبال اهل ایتالیا است.
از باشگاه‌هایی که در آن بازی کرده‌است می‌توان به باشگاه فوتبال رجینا، باشگاه فوتبال فیورنتینا، باشگاه فوتبال پارما، باشگاه فوتبال پیاچنزا، باشگاه فوتبال برشا، باشگاه فوتبال روبور سیه‌نا، باشگاه فوتبال جنوآ، باشگاه فوتبال لیورنو، و باشگاه فوتبال پالرمو اشاره کرد.